# نيكولوز جيلاشيفيلي
نيكولوز جيلاشيفيلي (5 أغسطس 1985 بتلاوي في جورجيا - ) هو لاعب كرة قدم جورجي في مركز الهجوم. شارك مع منتخب جورجيا تحت 21 سنة لكرة القدم ومنتخب جورجيا لكرة القدم. أما مع النوادي، فقد لعب مع نادي بوخوم ونادي دينامو تبليسي ونادي زستافوني ونادي فلامورتاري فلوره ونادي قره باغ وويت جورجيا وFC Kakheti Telavi ‏ ونادي بافوس.

## مسيرته الكروية
لعب نيكولوز جيلاشيفيلي خلال مسيرته الاحترافية مع 10 أندية في تسعة عشر موسمًا وسجل خلالها 110 هدف ضمن 294 مباراة. حيث فاز في ثلاثة مواسم بالكأس وفي أربعة مواسم بالدوري.
خاض نيكولوز جيلاشيفيلي مسيرته مع نادي ويت جورجيا في موسم 2003–04 في المرة الأولى لمدة موسم واحد ثم في موسم 2005–06 واستمر معه طيلة ثلاثة مواسم، مشاركًا طوالها في 57 مباراة سجل خلالها 25 هدفًا. ثم انتقل إلى FC Kakheti Telavi ‏ في موسم 2004–05 ولمدة موسمين، حيث شارك في 32 مباراة سجل خلالها 8 أهداف. لينتقل بعدها إلى نادي زستافوني في موسم 2007–08 ليلعب معه خمسة مواسم، مشاركًا في 106 مباراة سجل خلالها 63 هدفًا. ثم انتقل إلى نادي بوخوم في موسم 2011–12 ولمدة موسمين، مشاركًا في 25 مباراة سجل خلالها هدفين. هذا وانتقل لاحقًا إلى نادي قره باغ في موسم 2013–14 لمدة موسم واحد، مشاركًا في 26 مباراة سجل خلالها 5 أهداف. ثم انتقل بعدها إلى نادي فلامورتاري فلوره في موسم 2014–15 لمدة موسم واحد، مشاركًا في 10 مباريات سجل خلالها هدفين. ليعود وينتقل من جديد، لكن هذه المرة إلى نادي دينامو تبليسي في موسم 2015–16 لمدة موسم واحد، مشاركًا في 9 مباريات سجل خلالها هدفًا واحدًا. لينتقل بعدها إلى نادي ديلا غوري ما بين عامي 2016 و2017 لمدة موسم واحد، مشاركًا في 5 مباريات ولم يسجل أي هدف. ثم لعب في نادي تشيخورا ساتشخيره ما بين عامي 2017 و2018 لمدة موسم واحد، مشاركًا في 10 مباريات ولم يسجل أي هدف أيضًا.

## روابط خارجية
- نيكولوز جيلاشيفيلي على موقع الاتحاد الأوربي (الإنجليزية)
- نيكولوز جيلاشيفيلي على موقع قاعدة بيانات كرة القدم.إي يو (الإنجليزية)
- نيكولوز جيلاشيفيلي على موقع بيانات كرة القدم. دي إي (الألمانية)
- نيكولوز جيلاشيفيلي على موقع ناشيونال فوتبول تيمز (الإنجليزية)
- نيكولوز جيلاشيفيلي على موقع Soccerway.com (الإنجليزية)
- نيكولوز جيلاشيفيلي على موقع عالم كرة القدم.نت (الإنجليزية)